# بیچ‌کرفت بونانزا
بیچ‌کرفت بونانزا (به انگلیسی: Beechcraft Bonanza) یک هواگرد از نوع هواگرد غیرنظامی چندمنظوره ساخت شرکت بیچ‌کرفت است. هواگرد بیچ‌کرفت بونانزا نخستین پروازش را در ۲۲ دسامبر ۱۹۴۵ میلادی انجام داد. این هواگرد در سال ۱۹۴۷ میلادی رسماً معرفی گردید و از سال ۱۹۴۷ تاکنون تولید شده‌است. در مجموع، تعداد بیشتر از ۱۷٬۰۰۰ فروند از این هواگرد ساخته شده‌است.
در ایران از زمان دهه ۴۰ شمسی خلبانان جنگنده نیروی هوایی شاهنشاهی ایران آموزش‌های مقدماتی پرواز را با بونانزا می‌گذرانند و هواپیمای بیچ کرافت بونانزا هواپیمای ترابری است که از ۱۳۴۷ و در دوران ارتش شاهنشاهی ایران تاکنون به عنوان هواپیمای آموزشی مشغول خدمت بوده است.

## نگارخانه

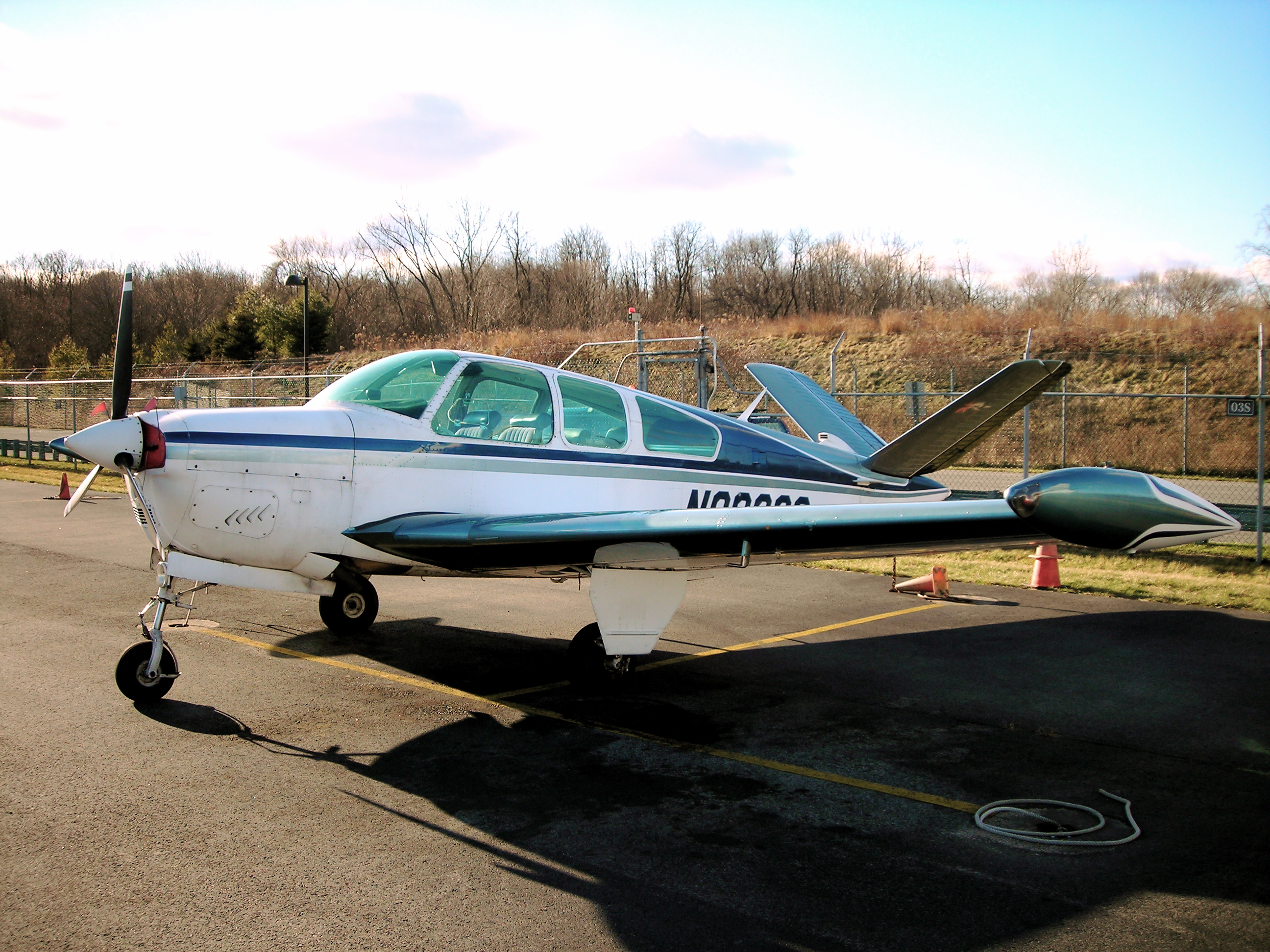
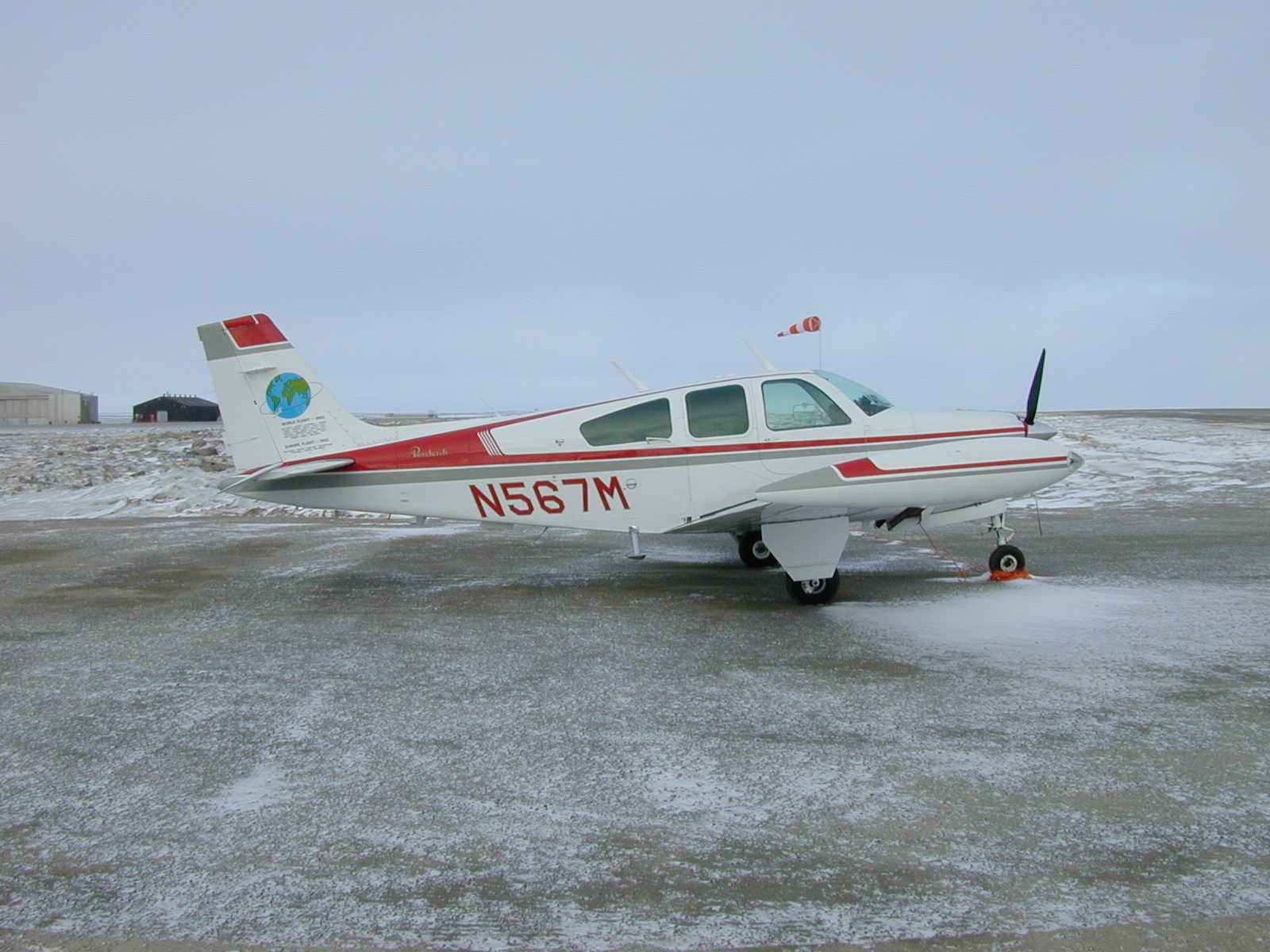
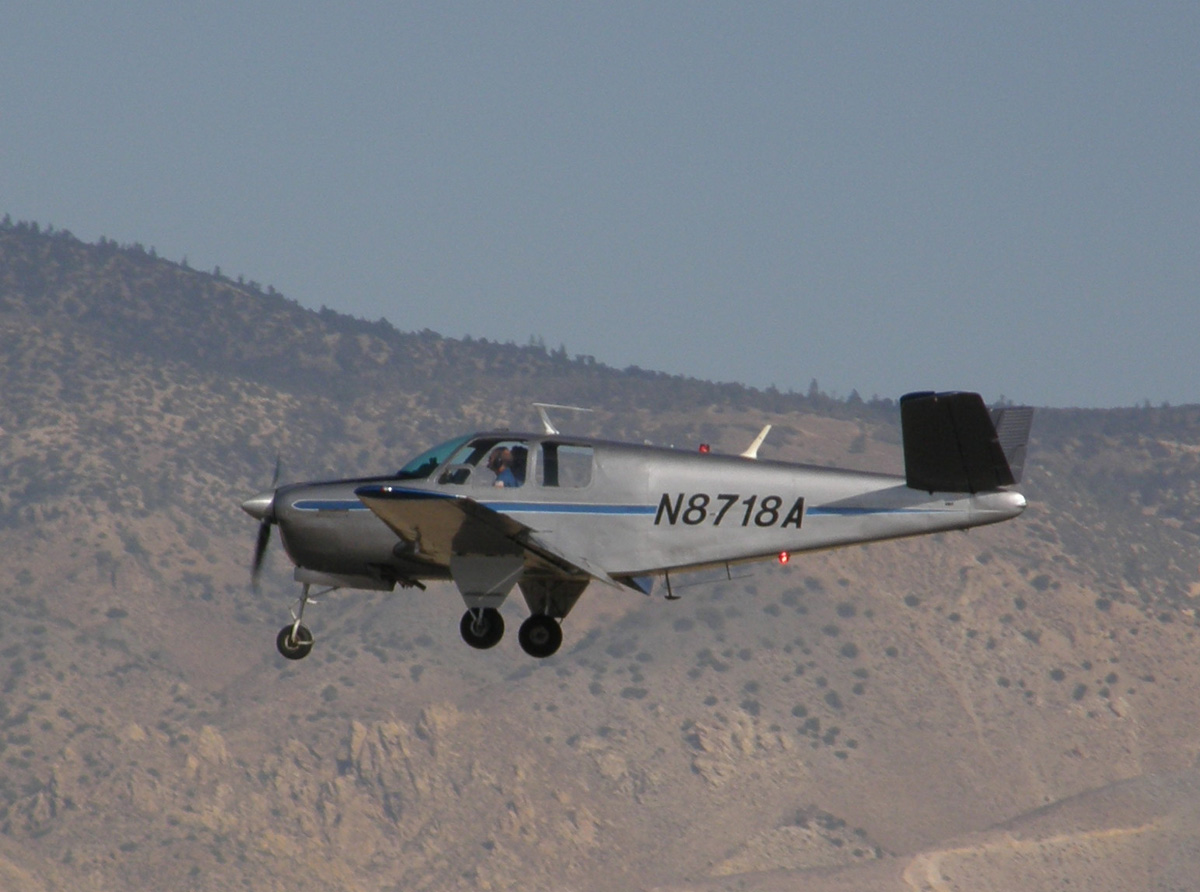
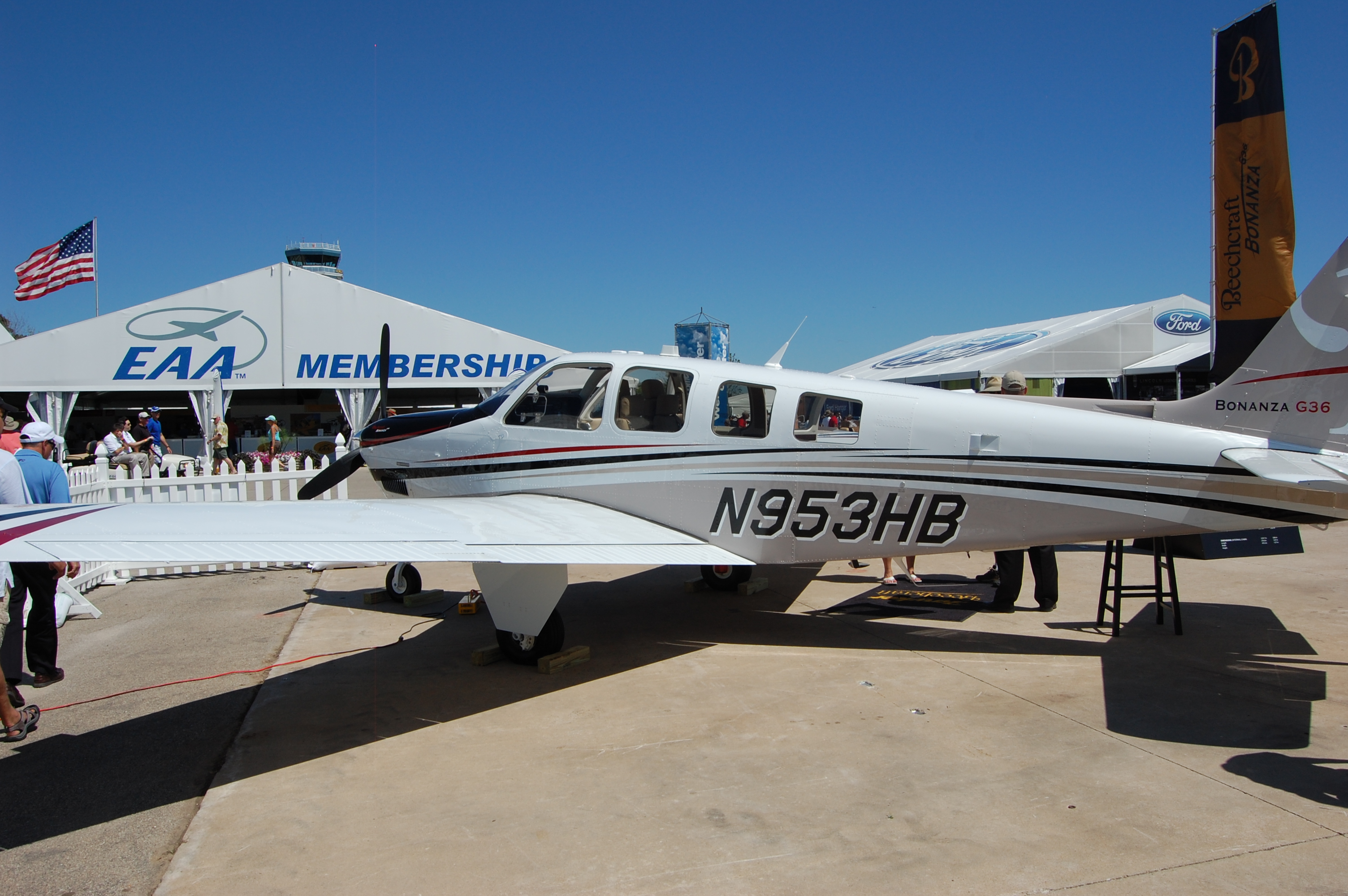
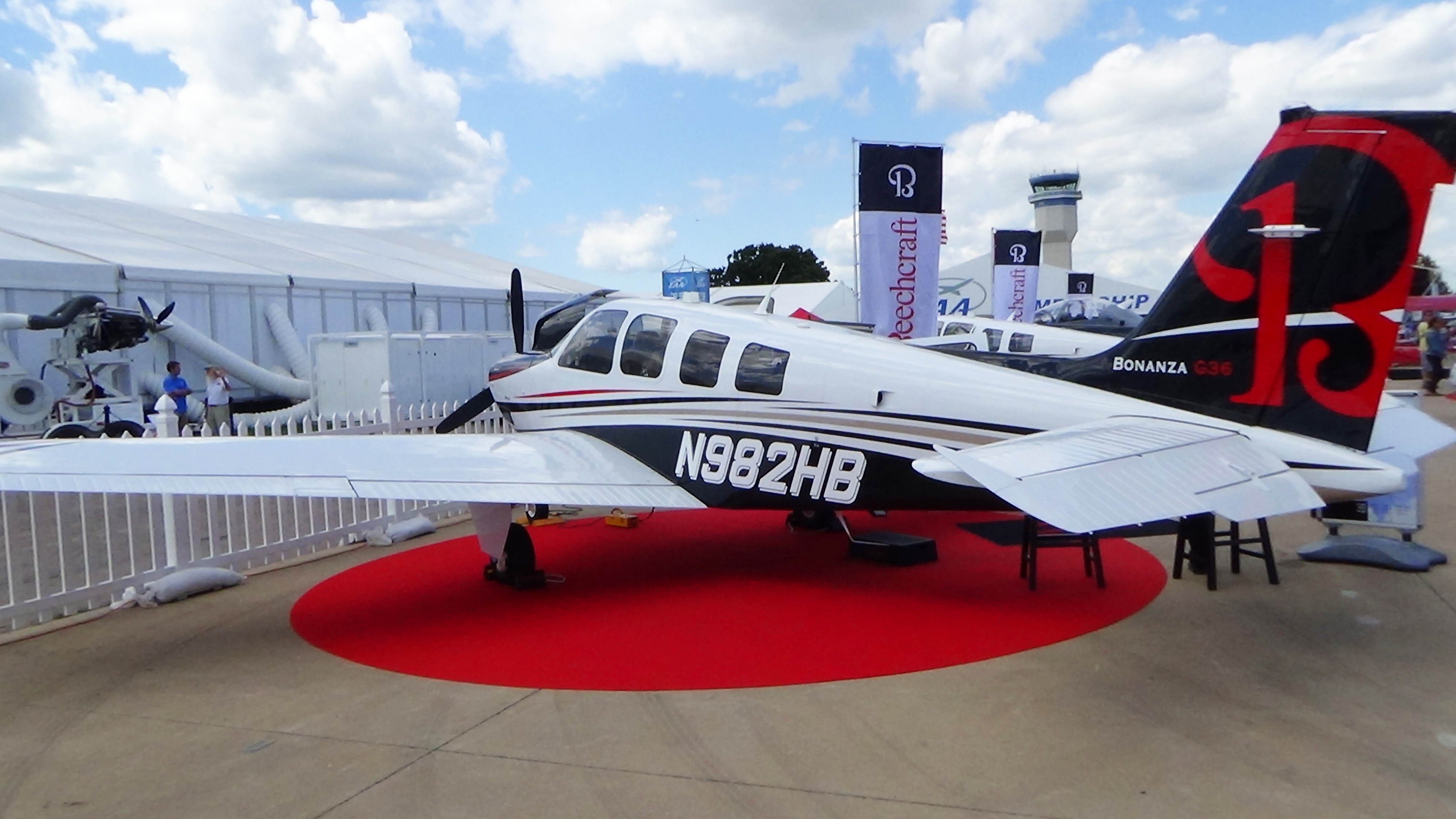